# Регулятор расхода
Регулятор расхода — регулируемый гидроаппарат предназначенный для поддержания заданного расхода вне зависимости от перепада давлений в подводимом и отводимом потоках рабочей жидкости.
Однако гидравлический дроссель — это регулируемый гидроаппарат, предназначенный для поддержания заданного расхода рабочей жидкости в зависимости от перепада давлений на дросселе.

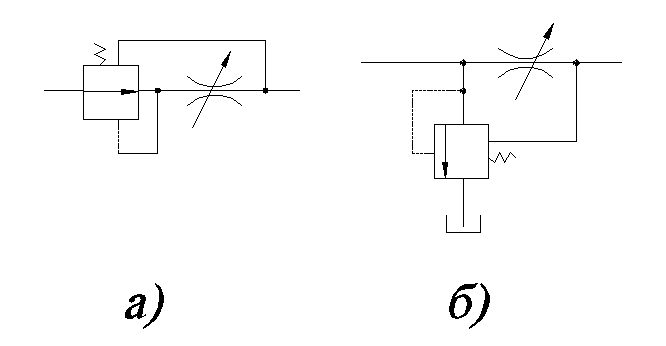
Дроссельные регуляторы расхода: а)на основе редукционного клапана и дросселя; б)на основе переливного клапана и дросселя

Регуляторы расхода часто используют в объёмном гидроприводе, в системах стабилизации скорости движения вала гидромотора или штока гидроцилиндра. Например, будучи установленным в сливной гидролинии он поддерживает на постоянном уровне слив из гидродвигателя, и таким образом поддерживает постоянной скорость движения рабочего органа. На практике, однако, из-за изменений свойств жидкости расход через регулятор расхода колеблется в пределах 10 %.
Принцип работы дроссельного регулятора расхода состоит в следующем. На гидродросселе при заданном расходе образуется перепад давлений. В случае увеличения или уменьшения расхода, соответственно, увеличивается или уменьшается перепад давлений. Один из каналов, управляющих движением запорно-регулирующего клапана, подключается ко входу дросселя, а второй канал — к выходу дросселя. При изменении перепада давлений на дросселе также изменяется и разница давлений в управляющих каналах клапана. При изменении разницы давлений запорно-регулирующий элемент смещается в ту или иную сторону, увеличивая или уменьшая проходное сечение клапана, и тем самым восстанавливая величину расхода.